# Tantum Ergo Sacramentum
Il Tantum Ergo Sacramentum è un inno liturgico in lingua latina, corrispondente alle ultime due strofe del Pange lingua, composto da Venanzio Fortunato e poi ripreso da Tommaso d'Aquino su espressa richiesta di papa Urbano IV per la celebrazione della solennità del Corpus Domini. 
Gli altri due inni attribuiti a san Tommaso sono O salutaris Hostia e Panis Angelicus.
Il canto di questo inno è indicato nella celebrazione della benedizione eucaristica.
Il Liber Usualis prevede sette versioni del Tantum Ergo da cantare in giorni differenti.
Al Tantum Ergo Sacramentum (seguito da due orazioni) e al Pange Lingua sono collegate due indulgenze, valide anche per le anime dei defunti.

## Testo latino e traduzione italiana
| Testo latinoTantum ergo sacramentum veneremur cernui, et antiquum documentum novo cedat ritui; praestet fides supplementum sensuum defectui. Genitori Genitoque laus et iubilatio, salus, honor, virtus quoque sit et benedictio; Procedenti ab utroque compar sit laudatio. Amen. | Traduzione italianaAdoriamo, dunque, prostrati un sì gran sacramento; l'antica legge ceda al nuovo rito, e la fede supplisca al difetto dei nostri sensi. Gloria e lode, salute, onore, potenza e benedizione al Padre e al Figlio: pari lode abbia Colui che procede da entrambi. Amen. | Traduzione in forma semipoeticaDunque per noi si adori Un tanto Sacramento: Al nuovo i riti cedano Del Vecchio Testamento E d'ogni senso al vacuo Supplisca in noi la Fè. Al Genitore, al Figlio, E al procedente Amore, Eguale sia la gloria, Eguale sia l'onore, Gloria ed onor cui simile Non ebbe alcun tra i Re. Amen. |

## Musica
Il Tantum ergo è stato musicato da moltissimi musicisti, anche in più versioni. Il solo Vincenzo Bellini ha composto:
- Tantum ergo in Re maggiore per contralto e orchestra (1823);
- Tantum ergo in Mi maggiore, per voci soliste, coro e orchestra (1823);
- Tantum ergo in Fa maggiore, per 2 voci e orchestra (1823);
- Tantum ergo in Sol maggiore, per soprano e orchestra (1823);
- Tantum ergo con Genitori in Sib maggiore, per soprano e orchestra;
- Tantum ergo con Genitori in Mib maggiore, per soprano e orchestra;
- Tantum ergo con Genitori in Fa maggiore, per 2 soprani, 4 voci e orchestra;
- Tantum ergo in Fa maggiore, per soprano e orchestra;
- Tantum ergo con Genitori in Sol maggiore, per coro e orchestra.

Gioachino Rossini ha composto una versione per organo e tenore. Vanno anche ricordate versioni di Wolfgang Amadeus Mozart, Giuseppe Verdi, Franz Joseph Haydn, Pierluigi da Palestrina, Anton Bruckner, François Couperin, Franz Liszt, Franz Schubert, nonché edizioni rock e pop, tra le quali merita di essere ricordata quella di Danilo Sacco, con i Nomadi e con la sua nuova band. La versione di gran lunga più conosciuta e più eseguita nelle celebrazioni liturgiche rimane comunque quella in canto gregoriano; piuttosto simile a quella gregoriana è la versione in canto ambrosiano.

## Indulgenza nella Chiesa Cattolica
Alla recita integrale del Pange Lingua, o del Tantum Ergo, seguono i tradizionali versetti, collegati all'indulgenza in perpetuo:
℟ Omnem delectamèntum in se habèntem.

Orazione

Deus, qui nobis sub Sacramèntu miràbili Passiònis tuae memòriam reliquìsti, trìbue quaesumus, ita nos Còrporis et Sànguinis tui sacra mistèria veneràri, ut redemptiònis tuae fructus in nobis iùgiter sentiàmus. Qui vivis et regnas cum Deo Patre, in unitàte Spìritus Sancti Deus per òmnia saecula saeculòrum. Amen.»
( Giuseppe Riva, Manuale di Filotea, Milano, Majocchi, 1860,  pp. 303-304.)
Con la riforma delle indulgenze promossa da Paolo VI con la costituzione Indulgentiarum doctrina, è concessa l'indulgenza plenaria per chi reciterà alla reposizione del Sacramento nel Giovedì santo il Tantum Ergo; è ancora concessa indulgenza parziale a chi reciterà davanti al Sacramento qualche preghiera approvata, tra gli esempi delle quali è citata la presente.